# Автономен автомобил
Автономен автомобил (на английски: autonomous car) наричан още роботизиран автомобил и безпилотен автомобил е автомобил със самоуправление (автоматизирано превозно средство), способно да изпълнява главните транспортни нужди на обикновения автомобил. Той е способен да следи заобикалящата го среда и да навигира без човешка намеса. Автономните автомобили съществуват главно като прототипи и системи за демонстрация.
През 2014 г. единствените самоуправляващи се коли, достъпни на пазара са открити совалки за пешеходните зони, достигащи скорост от 20 км/ч. Автономните коли следят заобикалящата ги среда с технологии като радар, Lidar, GPS и компютърно зрение. Напредналите системи за контрол превеждат сензорната информация, за да изготвят подходящ навигационен път, съдържащ препятствия и пътна маркировка. По дефиниция автономните превозни средства са способни да обновяват своите карти с входящата сензорна информация, позволявайки на превозното средство да следи своята позиция дори когато се сменят условията или когато навлязат в непозната за тях територия.

## Дефиниция
Думата „автономна“ означава „способен да се самоуправлява“. Много исторически проекти, свързани със самоуправлението на превозни средства са били само частично автоматизирани, поради силната зависимост от предварително устроена за тяхната операция среда, например магнитните ленти. Автономното управление предполага добро представяне в рамките на значителна несигурност в околната среда за продължителни периоди от време и възможността за компенсиране на сривове в системата без външна намеса. Както може да се види от много проекти, препоръчително е да се разширят възможностите на автономната кола, като се добавят комуникационни мрежи, както в непосредствена близост – за избягване на сблъсък, така и за далечно разстояние – за управление от претоварване.
Чрез събирането на тези външни влияния в процеса на вземане на решение, някои хора не биха разглеждали поведението или възможностите на автомобила като автономни. Повечето от идеите за превозното средство, с които сме запознати, имат човек на шофьорското място, използват комуникационна връзка към Облака или други превозни средства, и не избират дестинации или маршрути за постигането им. По този начин терминът „автоматизиран“ по-точно би трябвало да опише тези автомобилни концепции.
Националната Администрация за сигурност по пътищата на САЩ е изготвила система за определяне на нивото на автоматизация:
Ниво 0: Шофьорът управлява превозното средство през цялото време.
Ниво 1: Отделни функции на автомобила са автоматизирани, като електронен контрол на стабилността или автоматични спирачки.
Ниво 2: 2 или повече функции могат са автоматизирани, например адаптивен круиз контрол в комбинация с автоматично престрояване и навигиране на лентите.
Ниво 3: Водачът може напълно да се откаже от контрола на всички функции, които са от критично значение за безопасността при определени условия. Колата усеща, когато условията изискват водачът да възстанови контрола си, и предоставя „достатъчно удобно време на прехода“ за водача, за да го направи.
Ниво 4: Превозното средство изпълнява всички функции критични за безопасността за цялото пътуване, като шофьорът не очаква да контролира превозно средство по всяко време. Тъй като този автомобил контролира всички функции от начало до край, включително паркиране, това означава, че водач може напълно да липсва.
Автономните автомобили изискват много високо качество на специализирани карти, за да функционират правилно. Тези карти са скъпи за производство и много трудни за поддържане, тъй като пътната мрежа в света се променя постоянно. Също така автономните автомобили трябва да са способни да работят с относителна адекватност, когато не са налични актуални карти или когато такива липсват напълно.
Безпилотните автомобили трябва да са в състояние и да реагират адекватно към полицията и други пешеходни жестове и невербални знаци.
За да функционират оптимално, автономните автомобили се нуждаят от промени в пътната инфраструктура, уличното осветление, светофарите и редица други фактори. Огромната цена на подобни реформи, както и многобройни други трудности правят имплентацията на такива автомобили трудоемка задача с потенциални последици върху много аспекти на модерното общество.

## История
Първите демонстрации на частично автономни автомобили са направени през 20-те и 30-те години на миналия век. Първият самостоятелен и истински автономен автомобил се появил през 80-те, с Carnegie Mellon University's Navlab и ALV project през 1984 и кооперативния проект на Mercedes-Benz и Bundeswehr University Munich's EUREKA Prometheus Project през 1987. От тогава множество компании и научноизследователски организации са произвели работещи прототипи на автономни коли.
Редица компании са работили или работят върху версии на автономни коли, включително и Mercedes-Benz, General Motors, Continental Automotive Systems, Autoliv Inc., Bosch, Nissan, Renault, Toyota, Audi, Volvo, Peugeot, AKKA Technologies, Vislab from University of Parma, Oxford University и Google. През юли 2013 г., Vislab демонстрира BRAiVE, превозно средство, което се движи самостоятелно на смесен маршрут трафик отворени за обществено ползване. Към 2013 г., четири американски щата са прокарали закони, позволяващи автономни автомобили: Невада, Флорида, Калифорния и Мичиган.
В Европа, градове в Белгия, Франция, Италия и Великобритания планират да въведат транспортни системи за коли без шофьори. Германия, Холандия и Испания са позволили тестване на роботизирани автомобили в движение. През 2015 г. правителството на Великобритания стартира обществени проучвания на безпилотното превозно средство LUTZ Pathfinder в Милтън Кийнс.

## Преимущества
Навлизането на автономните автомобили ще има редица позитивни последици:
- По-малко сблъсъци по пътищата, поради по-добрия капацитет за взимане на решения и по-бързото време за реакция в сравнение с управляваните от човек автомобили.
- Улеснено движение на платното и намаляване на задръстванията поради повишената адекватност и подобрения поток на трафика, предизвикан от автономните коли.
- Облекчение на пътниците от шофиране и навигационни задачи.
- По-висок лимит на скоростта за автономни автомобили.
- Премахване на ограниченията върху държавните обитателите – в автономна кола не би имало значение на каква възраст са пътниците, дали са лицензирани, слепи, разсеяни, опиянени, или с намалени способности за шофиране по какъвто и да било начин.
- Облекчаване на паркирането – безпилотните автомобили имат възможността да оставят пътниците и да паркират на място, където пространството не е оскъдно, а след това при необходимост да се върнат отново за тях.
- Намаляване на физическото пространство, необходимо за паркиране на превозни средства.
- Премахване на излишни пътници – роботизираната колата може да кара незаета там, където това е необходимо, като например да се вземат пътници или да отидете за поддръжка. Това би било от особено значение за товарни автомобили, таксита и автомобилни услуги.
- Постепенно отпадане на пътната полиция и автомобилните застраховки.
- Намаляване на физическата пътна сигнализация – автономните автомобили могат да получат необходима комуникация по електронен път, въпреки че физическите знаци и маркировка все още може да се изискват за хората шофьори.
- По-приятно преживяване за пътниците.
- Намаляване на кражби на коли, заради самосъзнанието на превозното средство.

## Недостатъци
От друга страна, автоматизацията ще има някои предивидими, а и не още осъзнати недостатъци:
- Физическите лица не могат да окажат контрол върху автомобила при нужда.
- Опасност от неизправност на софтуера.
- Нужда от създаване на нови закони и правителствени разпоредби за безпилотните автомобили.
- Водачите може да са неопитни при ситуации изискващи ръчно шофиране.
- Загуба на работни места, свързани с шофиране.
- Загуба на уединение.
- Автономните коли потенциално биха могли да бъдат заредени с експлозиви и да се използват като бомби.
- Чувствителност на навигационната система на автомобила при различни метеорологични условия. (От 2014 г. прототипа на Google не е карал в сняг или силен дъжд).
- Етични проблеми, аналогични на т.нар. trolley problem, в ситуации, в които при неизбежен сблъсък, софтуерът на автомобила е длъжен да избира между няколко потенциално опасни действия.

## Развитие от страна на автомобилната индустрия
Автономните превозни средства са все още развиваща се технология. Множество компании и проучвания се опитват да предскажат предстоящите иновации и ефекта, който те ще имат върху индустрията и човечеството.
- До 2016 Mercedes планира да представи „Autobahn Pilot“, наричан още Highway Pilot – система, позволяваща пилотиране на магистрала, посредством технологията свободни ръце, която позволява изпреварване на други превозни средства.

Очаква се с навлизането на автономните превозни средства:
- Броят на превозните средства в САЩ да намалее близо 10 пъти според Института за Земята към Колумбийския университет.[2]
- Пътните инциденти да спаднат 10 пъти, а броят на превозните средства в САЩ да се редуцира от 245 милиона до 2,4 милиона според PricewaterhouseCoopers.[3]
- САЩ да спестят 1,3 трилиона долара годишно благодарение на намаляването на потреблението на горива (169 милиарда долара), намаляването на разходите за ПТП (488 милиарда долара) и увеличаване на продуктивността (645 милиарда долара).[4]